# Бромтимоловый синий
Бромтимоловый синий (3’,3’-дибромтимолсульфофталеин) — трифенилметановый краситель, малорастворимый в воде, кислотно-основный индикатор.

## Свойства
Бромтимоловый синий регистрирует изменения pH в диапазоне значений от 5,8 до 7,6, изменяя свой цвет с жёлтого на синий через оттенки зелёного. Нейтральные значения (pH=7,0) соответствуют травянисто-зелёному цвету. Значение константы диссоциации кислоты (pKa) для бромтимолового синего составляет 7,10.

## Применение
В аналитической химии бромтимоловый синий применяется в кислотно-основном титровании и для определения нейтрального значения водородного показателя (pH=7,0) при титровании (приобретает травянисто-зелёный оттенок).
Бромтимоловый синий применяется в бактериологии как краситель в составе питательной среды, а также в качестве фотосенсибилизатора в копировальной технике.

### Растворы
Существует несколько способов приготовить рабочий раствор индикатора на основе бромтимолового синего:
- 1 % раствор бромтимолового синего в диметилформамиде
- 0,04 г бромтимолового синего в 0,64 мл 0,1-молярного раствора едкого натра и разбавить раствор 100 мл свежепрокипячённой охлаждённой воды